# Bioetanolove mješavine
Bioetanolove mješavine s benzinom se koriste sve više u svijetu za pogon automobila. Benzin u kojem je do 5% bioetanola, označavat će se oznakom E5, a s udjelom od 5 do 10% nosit će oznaku E10. U Brazilu se čak koristi u nerazrjeđenom stanju (E100). U Njemačkoj, Europski standard DIN EN 228, omogućuje upotrebu mješavine goriva sa sadržajem bioetanola do 5% (E5). U motorima vozila koja su prilagođena i fleksibilna za različita goriva ili FFV (engl. flexible fuel vehicles) mogu se koristiti goriva koja sadrže i do 85% bioetanola (E85).
Zbog zaštite okoliša i zahtjeva standarda Europske unije, Hrvatska Vlada je propisala da će 2011. u promet biti stavljeno 18 500 tona biogoriva. Do 2020. ta količina morat će se proširiti na 180 000 tona godišnje, kako bi se dosegnula potrebna kvota od 10 % goriva iz ekoloških izvora u sektoru prijevoza. Glavnina biogoriva za početak će biti biodizel, dok će se količine bioetanola u promet puštati po količinama od 3000 tona u 2011., pa do 34 500 tona u 2020.
Bioetanol se može proizvesti iz raznih poljoprivrednih sirovina. U Europi se koriste žitarice i šećerna repa, u Brazilu je glavna sirovina šećerna trska, dok je u SAD kukuruz. Kao i alkohol, bioetanol se proizvodi alkoholnom fermentacijom šećera pomoću kvasca, nakon čega slijedi proces pročišćavanja.

## E5 i E10
E5 je mješavina s 5% bioetanola (bez vode) i 95% benzina, dok je E10 mješavina s 10% bioetanola (bez vode) i 90% benzina. Može se koristiti za postojeće motore s unutrašnjim izgaranjem bez ikakvih izmjena na motoru. E10 obično ima 2 do 3 oktana više nego benzin s kojim se miješa. Ove bioetanolove mješavine su se počele koristiti u svijetu za vrijeme Naftne krize 1970-tih.
Svjetska energetska kriza, sve izraženije negativne klimatske promjene u prirodi, stanje u poljoprivredi, te sve veća ovisnost o zemljama OPEC-e, samo su neki od čimbenika koji su nagnali najveće svjetske sile da se okrenu poticanju razvoja alternativnih obnovljivih izvora energije. Kao rezultat toga, Europska unija i svijet donijele su niz uredbi i direktiva (najznaţajnija je Direktiva Europskog parlamenta i Viješa Europe br. 2003/30/EC), prema kojima se potiče razvoj kao i obavezna potrošnja biogoriva u prometu.
Glavni nedostatak direktive EU 2003/30/EU je upotreba prehrambenih proizvoda za proizvodnju biogoriva, jer se zbog preporučenih sustava poticanja i visokih cijena mineralnih goriva, konkurira hrani i izaziva globalni rast cijena hrane. Stoga ova direktiva prestaje vrijediti do 2011., a u pripremi je nova direktiva COM(2008) 19 final za razdoblje do 2020., u čijem prijedlogu jest da će se udio biogoriva tzv. druge generacije obračunavati dvostruko, dakle to su goriva iz otpada, ostataka poljoprivredne proizvodnje, neprehrambenih celuloznih materijala i lignoceluloznih materijala. Stoga, navodi se u nacrtu Zelene knjige, i u Hrvatskoj treba osigurati uvjete za što skoriju primjenu biogoriva druge generacije.

### Dostupnost bioetanolovih mješavina E5 i E10
- E10 je dostupna na Srednjem zapadu SAD-a. E10 je obavezan za osobne automobile u državi Floridi. Zbog zabrane korištenja olovnih aditiva u benzinu, bioetanol se sve više koristi u SAD, tako da je 2009. bilo potroseno oko 8% bioetanola (po obujmu) od svih automobilskih goriva;
- u Velikoj Britaniji je dostupan E5, koji je nešto jeftiniji od ostalih benzina;
- veliki broj benzinskih crpki u Australiji sada prodaje E10 i to nešto jeftiniji od bezolovnog benzina. U Queenslandu je cijena još povoljnija zbog blizine plantaža šećerne trske i njihove prerade u bioetanol;
- u Švedskoj je dostupan E5;
- u Finskoj je dostupan E5 i E10;
- u Mozambiku je odobreno korištenje mješavina bioetanola, ali postotak još nije određen;
- u Južnoafričkoj Republici bit će dostupan E8 od 2013.
- u Urugvaju će E5 biti obavezan od 2015., dok je E10 već sada dostupan;
- u Dominikanskoj Republici E15 će biti obavezan od 2015.
- Čile planira uvesti E5, a Bolivija i Venezuela E10.

| Bioetanolove mješavine koje se koriste u svijetu (E5 do E25)          | Bioetanolove mješavine koje se koriste u svijetu (E5 do E25)          | Bioetanolove mješavine koje se koriste u svijetu (E5 do E25)          | Bioetanolove mješavine koje se koriste u svijetu (E5 do E25)          | Bioetanolove mješavine koje se koriste u svijetu (E5 do E25)          | Bioetanolove mješavine koje se koriste u svijetu (E5 do E25)          | Bioetanolove mješavine koje se koriste u svijetu (E5 do E25) | Bioetanolove mješavine koje se koriste u svijetu (E5 do E25) | Bioetanolove mješavine koje se koriste u svijetu (E5 do E25) | Bioetanolove mješavine koje se koriste u svijetu (E5 do E25) | Bioetanolove mješavine koje se koriste u svijetu (E5 do E25) | Bioetanolove mješavine koje se koriste u svijetu (E5 do E25) | Bioetanolove mješavine koje se koriste u svijetu (E5 do E25) |
| Država                                                                | Bioetanol                                                             | Način korištenja                                                      | Država                                                                | Bioetanol                                                             | Način korištenja                                                      | Država                                                       | Bioetanol                                                    | Način korištenja                                             | Država                                                       | Bioetanol                                                    | Država                                                       | Bioetanol                                                    |
| --------------------------------------------------------------------- | --------------------------------------------------------------------- | --------------------------------------------------------------------- | --------------------------------------------------------------------- | --------------------------------------------------------------------- | --------------------------------------------------------------------- | ------------------------------------------------------------ | ------------------------------------------------------------ | ------------------------------------------------------------ | ------------------------------------------------------------ | ------------------------------------------------------------ | ------------------------------------------------------------ | ------------------------------------------------------------ |
| Države s obavezom korištenja bioetanola ili je dostupan za korištenje | Države s obavezom korištenja bioetanola ili je dostupan za korištenje | Države s obavezom korištenja bioetanola ili je dostupan za korištenje | Države s obavezom korištenja bioetanola ili je dostupan za korištenje | Države s obavezom korištenja bioetanola ili je dostupan za korištenje | Države s obavezom korištenja bioetanola ili je dostupan za korištenje | Europska unija                                               | Europska unija                                               | Europska unija                                               | SAD (države s obavezom korištenja bioetanola)                | SAD (države s obavezom korištenja bioetanola)                | SAD (države s obavezom korištenja bioetanola)                | SAD (države s obavezom korištenja bioetanola)                |
| Argentina                                                             | E5                                                                    | Obavezno                                                              | Malavi                                                                | E10                                                                   | Obavezno                                                              | Austrija                                                     | E10                                                          | Dostupno                                                     | Florida                                                      | E10                                                          | Minnesota                                                    | E10                                                          |
| Australija                                                            | E10                                                                   | Dostupno                                                              | Meksiko                                                               | E6                                                                    | Obavezno                                                              | Danska                                                       | E5                                                           | Dostupno                                                     | Hawaii                                                       | E10                                                          | Missouri                                                     | E10                                                          |
| Brazil                                                                | E20-E25                                                               | Obavezno                                                              | Novi Zeland                                                           | E10                                                                   | Dostupno                                                              | Finska                                                       | E5/E10                                                       | Obavezno                                                     | Iowa                                                         | E10                                                          | Montana                                                      | E10                                                          |
| Kanada                                                                | E5                                                                    | Obavezno                                                              | Pakistan                                                              | E10                                                                   | Dostupno                                                              | Francuska                                                    | E5/E10                                                       |                                                              | Kansas                                                       | E10                                                          | Oregon                                                       | E10                                                          |
| Kina                                                                  | E10                                                                   | 9 provincija                                                          | Paragvaj                                                              | E18/24                                                                | Obavezno                                                              | Njemačka                                                     | E5/E10                                                       | Dostupno                                                     | Louisiana                                                    | E10                                                          | Washington                                                   | E10                                                          |
| Kolumbija                                                             | E10                                                                   | Obavezno                                                              | Peru                                                                  | E8                                                                    | Obavezno                                                              | Irska                                                        | E4                                                           | Obavezno                                                     |                                                              |                                                              |                                                              |                                                              |
| Kostarika                                                             | E7                                                                    | Obavezno                                                              | Filipini                                                              | E10                                                                   | Obavezno                                                              | Nizozemska                                                   | E5/E10/hE15                                                  | Dostupno                                                     |                                                              |                                                              |                                                              |                                                              |
| Indija                                                                | E5                                                                    | Obavezno                                                              | Tajland                                                               | E10/E20                                                               | Obavezno                                                              | Rumunjska                                                    | E4                                                           | Obavezno                                                     |                                                              |                                                              |                                                              |                                                              |
| Jamajka                                                               | E10                                                                   | Obavezno                                                              |                                                                       |                                                                       |                                                                       | Švedska                                                      | E5                                                           | Obavezno                                                     |                                                              |                                                              |                                                              |                                                              |
|                                                                       |                                                                       |                                                                       |                                                                       |                                                                       |                                                                       |                                                              |                                                              |                                                              |                                                              |                                                              |                                                              |                                                              |

Jedna studija u Finskoj, koja je obavljena 2011., je pokazala da za vožnju nema značajnijih razlika između bioetanolovih mješavina E5 i E10. Vozači su prije toga bili mišljenja da E10 ima puno veću potrošnju, ali je studija to pobila.

## E15
E15 je mješavina s 15% bioetanola (bez vode) i 85% benzina. U SAD-u su 2007. proučavali mogućnost korištenja E15 u prometu umjesto E10. U testu su se koristile mješavine E10, E15 i E20 i čisti benzin. Rezultati su pokazali da ni u jednom slučaju nije bilo nepravilnosti u radu, nije bilo začepljivanja filtera goriva i nije bilo problema sa startanjem (paljenjem) automobila. Jedina razlika je bila u potrošnji, automobil koji je vozio s E20 je prešao 7,7% manju udaljenost od automobila koji je koristio čisti benzin (E0).

### hE15
hE15 je mješavina s 15% bioetanola (s vodom) i 85% benzina, koji je dostupan u Nizozemskoj od 2008. Bioetanolove mješavine normalno smiju imati manje od 1% vode u sebi. Da bi se uklonila voda iz mješavine, potrebna je dodatna oprema i energija, što poskupljuje to biogorivo. Naime, 95,57% etanol je azeotropna smjesa tog alkohola i vode, a to znači da se ona destilacijom ne može odvojiti na apsolutni (100% alkohol) i vodu, odnosno na takvu smjesu alkohola i vode u kojoj bi sadržaj etanola bio veći od spomenutih 95,57%. Ali u mješavini hE15 je udio vode 0,74% (po obujmu).

## E20 i E25
E20 je mješavina s 20% bioetanola i 80% benzina, dok E25 ima 25% bioetanola. Te su se mješavine počele koristiti u Brazilu od 1970-tih, zbog Naftne krize. U Brazilu se ne prodaje više čisti benzin. Od 2007. brazilska vlada je odredila obavezno korištenje E25, ali ponekad zbog manjka bioetanola na tržištu, prelazi se na E20 (pa čak i E18).
Proizvodači automobila u Brazilu su prilagodili motore automobila za miran rad s bioetanolovim mješavinama, ali je problem kod rada s čistim benzinom (u susjednim državama), kada dolazi do “lupanja” u motoru. Od 2003. su u Brazilu dostupna vozila koja su prilagođena i fleksibilna za različita goriva ili FFV (engl. flexible fuel vehicles), a mogu se koristiti goriva koja sadrže i do 100% bioetanola (E100). Tako na primjer, 2008., od svih novih prodanih automobila su 86% s prilagođenom opremom za bioetanol.
Tajland je uveo E20 u 2008., tako da je 2010. bila 161 benzinska crpka gdje je bio dostupan E20.

## E70 i E75
E70 je mješavina sa 70% bioetanola i 30% benzina, dok E75 ima 75% bioetanola. 
Alkoholni udio smanjen je tijekom zime u krajevima gdje temperature padaju ispod 0 °C (32 °F) 
U Švedskoj i SAD-u su te mješavine obavezne za vrijeme hladnih zimskih mjeseci, umjesto E85, koji pokazuje probleme s paljenjem motora (ispod 0 ºC). U SAD je obvezna zimska mješavina E70 u SAD, a u Švedskoj mješavina E75 u obje države od studenoga do ožujka. 
Ako se želi koristiti E85 po zimi, potreban je dodatni grijač za gorivo. Drugi način je da se po zimi doda malo više čistog benzina u spremnik goriva kod punjenja.

## E85
E85 je mješavina s 85% bioetanola i 15% benzina, a može se pronaći u Švedskoj i SAD-u, za kupce koji imaju vozila prilagođena i fleksibilna za različita goriva ili FFV (engl. flexible fuel vehicles). Takva mješavina ima oko 105 oktana (benzin ima od 87 do 95 oktana). Do kraja 2010. ima skoro 3000 benzinskih crpki u Europi, gdje je dostupan E85. U Tajlandu je isto dostupan E85, kao i u Brazilu.

## ED95
ED95 je mješavina s 95% bioetanola i 5% kemijskih tvari za poboljšanje paljenja, a koristi izmijenjene dizelske motore, koji nemaju svjećice, već pale smjesu pod tlakom, koji je veći nego kod normalnih dizelskih motora. Dostupan je u Švedskoj, za autobuse proizvodača Scania, za gradski prijevoz. Takvih autobusa ima više od 600 u Švedskoj, a od nedavno se mogu naći i u Velikoj Britaniji, Španjolskoj, Italiji, Brazilu, Belgiji i Norveškoj.

## E100
E100 je gorivo s čistim bioetanolom. On se koristi u Brazilu za automobile prilagođene i fleksibilne za različita goriva ili FFV (engl. flexible fuel vehicles). Etanol koji se destiliran u Brazilu je vrlo blizu azeotropne smjese,  a ima 95,63% etanola i 4,37% vode. Naime, 95,57% etanol je azeotropna smjesa tog alkohola i vode, a to znači da se ona destilacijom ne može odvojiti na apsolutni (100% alkohol) i vodu odnosno na takvu smjesu alkohola i vode u kojoj bi sadržaj etanola bio veći od spomenutih 95,57%.
Kako E100 ima problema s paljenjem motora kod hladnog vremena, uobičajeno je da se ugradi dodatni spremnik za čisti benzin, za paljenje motora ispod 15 °C. Kada je motor upaljen, on normalno radi s čistim bioetanolom. Čisti bioetanol je korozivan i razgrađuje neke materijale, kao što je plastika i guma.